# Glen Hanlon
Glen Hanlon (Brandon, 20 febbraio 1957) è un allenatore di hockey su ghiaccio ed ex hockeista su ghiaccio canadese, di ruolo portiere.

## Carriera

### Giocatore
Portiere di presa sinistra, ha raccolto oltre 500 presenze in NHL con le maglie di Vancouver Canucks (che lo avevano scelto al draft del 1977), St. Louis Blues, New York Rangers e Detroit Red Wings. Wayne Gretzky ha segnato contro di lui il suo primo gol in NHL, il 14 ottobre 1979.
Ha giocato anche in CHL (con Tulsa Oilers e Dallas Black Hawks), AHL (con Adirondack Red Wings e New Haven Nighthawks) e IHL (coi San Diego Gulls).

### Allenatore
Hanlon è stato allenatore sia in National Hockey League che in Kontinental Hockey League, rispettivamente sulle panchine di Washington Capitals e Dinamo Mosca. Ha allenato anche lo Jokerit nella SM-Liiga, il DVTK Jegesmedvék nella Extraliga slovacca, i Krefeld Pinguine in DEL e l'Orli Znojmo e l'Hockey Club Bolzano in ICE Hockey League.
Ha anche una lunga esperienza con le nazionali: ha guidato Bielorussia, Slovacchia e Svizzera, oltre ad essere stato assistente allenatore del Canada.